# Братислав Николић
Братислав Николић (Гњилане, 1979) српски је политичар који је председник општине Штрпце, српске енклаве на Косову и Метохији од 2009. године.  Члан је Српске листа, као и члан главног одбора Српске напредне странке.

## Биографија
Николић је рођен 6. децембра 1979. године у Гњилану.
Основну и средњу школу завршио је у Штрпцу, док је високо образовање стекао у Нишу, где је такође завршио мастер студије. 
У периоду од краја средње школе и током студија радио је за ОЕБС и америчку владу на Косову и Метохији, а такође је учествовао у мисији у Ираку.
Добитник је неколико награда и признања владе САД-а за свој рад током ангажовања у мисији у Ираку, као и на Косову.

## Политичка каријера
У почетку Николић је био члан Самосталне либералне странке, а као члан те странке изабран је за градоначелника Штрпца након локалних избора 2009. године. Од тада обавља функцију градоначелника. 
Неидентификовани нападачи су 2010. године пуцали на дом Николића. 
Николић је 16. септембра 2015. године објавио да се 3.000 грађана Штрпца придружило Српској напредној странци и Српској листи. То је правдао тиме што се тадашњи премијер Србије и председник напредњака Александар Вучић „бави конкретним проблемима грађана, да је имао тешке бриселске преговоре и да је обезбедио формирање Заједнице српских општина“.

## Занимљивост
Братислав Николић је велики љубитељ спорта и има црни појас у каратеу. Такође је страствени скијаш.